# Danzas del Perú
Las danzas del Perú son un conjunto de expresiones cuyo origen se dio desde la época prehispánica, posteriormente, con la colonización y el intercambio cultural entre las culturas americanas-hispanas-africanas, hubo una gran mezcla de cultura y tradiciones; las danzas del Perú son tradiciones provenientes de las regiones costa, sierra y selva, con el fin de festejar a su patria.

## Clasificación de las danzas del Perú

### Danzas agrícolas
Son las danzas que expresan la relación hombre-tierra y hombre-producción. Que dan origen a la celebración por una buena cosecha dándole un carácter maternal a la naturaleza viva: la pachamama.
Ejemplos:
- Chuño saruy
- Mama Rayguana
- Quinua Qaku
- Camile de Coporaque

Son danzas originales que se formulan u originan a través de la relación intercomercial entre el humano y la tierra es decir entre las personas y el medio ambiente, es también el tipo de comunicación que existe entre ambas.

### Danzas carnavalescas
Son las danzas que se ejecutan durante la fiesta de las chicharras carnavalescas, generalmente toman el nombre del lugar en donde se bailan aunque existen algunas que llevan nombre propio. Estas danzas coinciden con la época de la gran maduración de acuerdo al ciclo agrícola de la zona andina, por lo cual en algunos casos van mezclados con ritos ancestrales y danzas que representan la iniciación de los jóvenes y apareamiento de animales.
Ejemplos:
- Carnaval de Cajamarca
- Carnaval Ayacuchano
- Carnaval Abanquino
- Kashua
- Tarkada

Las danzas carnavalescas conjugan el juego, la música, el canto y los desplazamientos coreográficos con alegría y con un mensaje satírico burlesco y romántico. Expresan un homenaje a la vida, culto al amor y a la fertilidad.

### Danzas ceremoniales
Son las danzas ligadas a ceremonias o rituales que pueden estar ligados a actividades comunales como el riego, la cosecha o la siembra; o que conmemoran algún hecho de la historia de alguna región. Estas danzas suelen contener escenas teatrales o representaciones.
Ejemplos:
- La Huaconada de Mito
- La danza de las tijeras
- La llamerada

### Danzas religiosas
Danzas ligadas al culto religioso y que se ejecutan durante las fiestas patronales y católicas, en su gran mayoría son producto del sincretismo religioso entre las culturas europea y andina.
Ejemplos:
- La Danza Los Negritos de Huayllay, ligada al festejo por el Nacimiento del Niño Jesús.
- La Danza de Negritos en Chincha, ligada a la Navidad afroperuana .
- El Qhapaq chuncho en el Cusco, danza ligada a las fiestas religiosas del Cusco (Señor de Qoylloriti, Señor Jesús y el señor de Choquequilca).

Danzas religiosas representadas en la fiesta de la Virgen del Carmen en Paucartambo (Cusco) 
- Saqras
- Danzaq
- Qhapaq Negro
- Kachampa
- Panadero
- Chunchachas
- Maqta

### Danzas de salón
Son danzas de parejas que actualmente se bailan en todo tipo de festividades. Se encuentran reglados en la actualidad y se practican en forma profesional:
- El vals peruano
- La marinera limeña y resbalosa
- La polka peruana
- La marinera, danza de carácter amoroso que representa el galanteo de una pareja, sobre todo la marinera trujillana.[3]
- El chiriguano,[4] de origen aimara.[3]
- Chatripuli, que satiriza a los soldados españoles durante la guerra de independencia.[3]
- Waracas de micayo, danza que representa la rivalidad existente entre los pueblos señeros del departamento de Cusco. En esta ocasión específicamente se aprecia el enfrentamiento entre los pueblos de Tinta y Canas, razón por la cual los danzantes llevan distinta indumentaria de acuerdo a la usanza de su respectivo pueblo, y marcan diferencias al ejecutar los movimientos coreográficos. Cada uno de los bandos tratará de doblegar al otro utilizando sus respectivas armas y en especial las waracas, de uso tan extendido en la sierra de Perú.

### Danzas de caza
Representan el acto de la cacería de animales, se puede nombrar:
- Choq'elas, que representa la cacería de vicuñas en las punas andinas.[3]

### Danza de las tijeras
La «danza de las tijeras», «danzaq» o «danza de gala» es una danza indígena originaria de la región de Ayacucho, sin relación alguna con el altiplano, cuyo marco musical es provisto por violín y arpa, y que posteriormente fue difundida a las regiones de Huancavelica y Apurímac.

### Diablada Peruana
La diablada puneña es una danza originaria del departamento de Puno en Perú y representa la lucha entre el bien y el mal. Es una danza mestizo-aimara que exhibe los elementos de la religiosidad autóctona y cristiana. Su origen, por recientes estudios, se basa en las tradiciones de adoración a la Pachamama nacidas en Juli en la colonia.

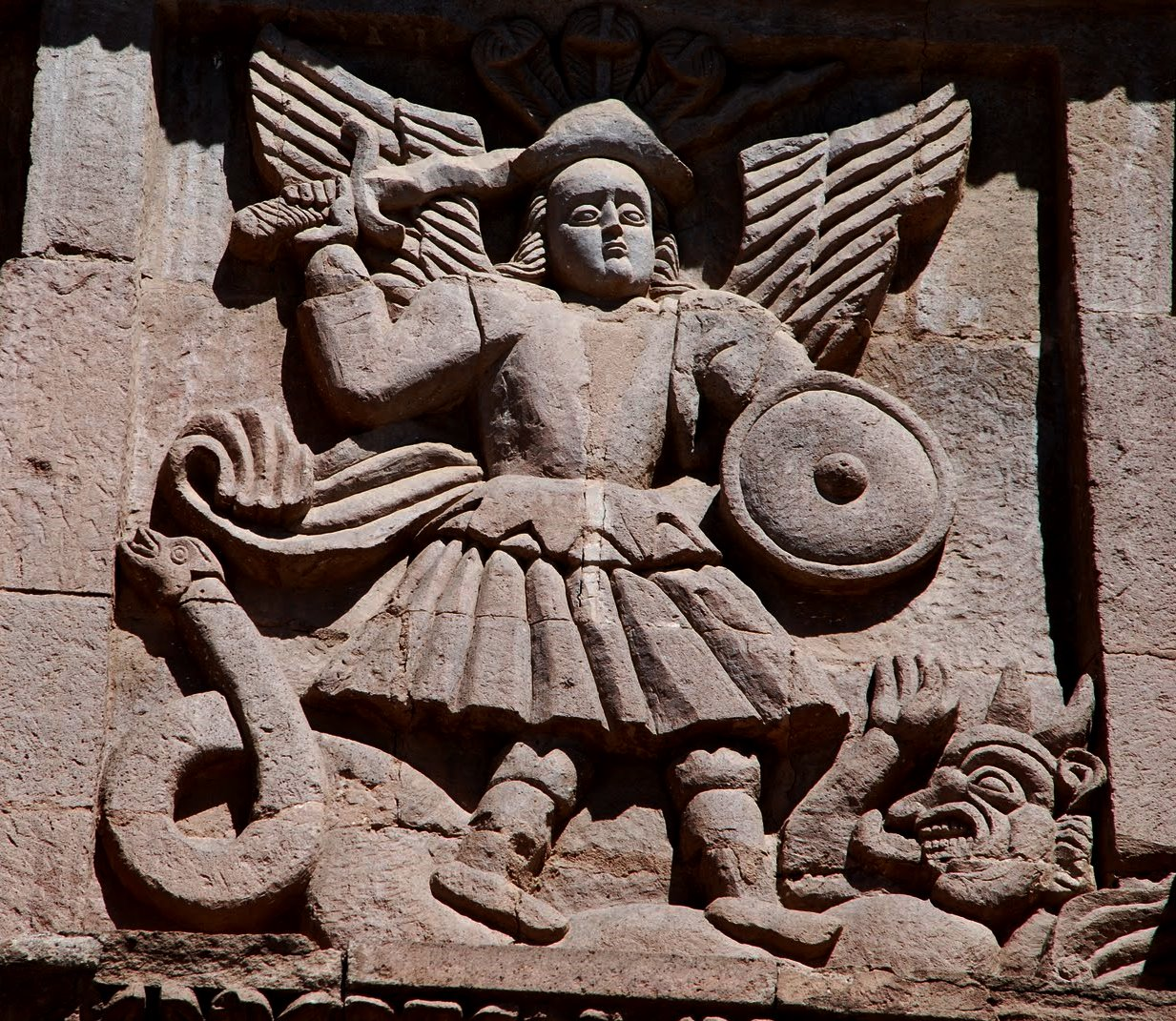
Arcángel San Miguel venciendo al demonio y la serpiente maligna 1757

En el Perú, la diablada forma parte de la Festividad de la Virgen de La Candelaria, Patrimonio Cultural Inmaterial de la Humanidad por la UNESCO. En septiembre de 2021, la diablada puneña fue declarada Patrimonio Cultural de la Nación del Perú por el Ministerio de Cultura
 con decreto de Ley N.º 28296, expresando que dicha declaratoria considera la importancia de la danza para la identidad cultural, festiva y religiosa de la población mestiza y urbana de la región Puno, siendo reconocida en el territorio peruano.

### Morenada peruana
En la época colonial del Virreinato del Perú ya se tiene registro de población negra en el altiplano peruano, tal como lo documenta en 1602 Ludovico Bertonio, jesuita italiano afincado en Juli, Puno. "A estos negros, la población andina los llamaba: Ch’ara o yanaruna. Y a la geta pronunciada que tenían, decían: Lakha llint’a". A inicios del siglo XVII, según González Holguín y Bertonio, a los africanos se les aludía indistintamente como negros o morenos.

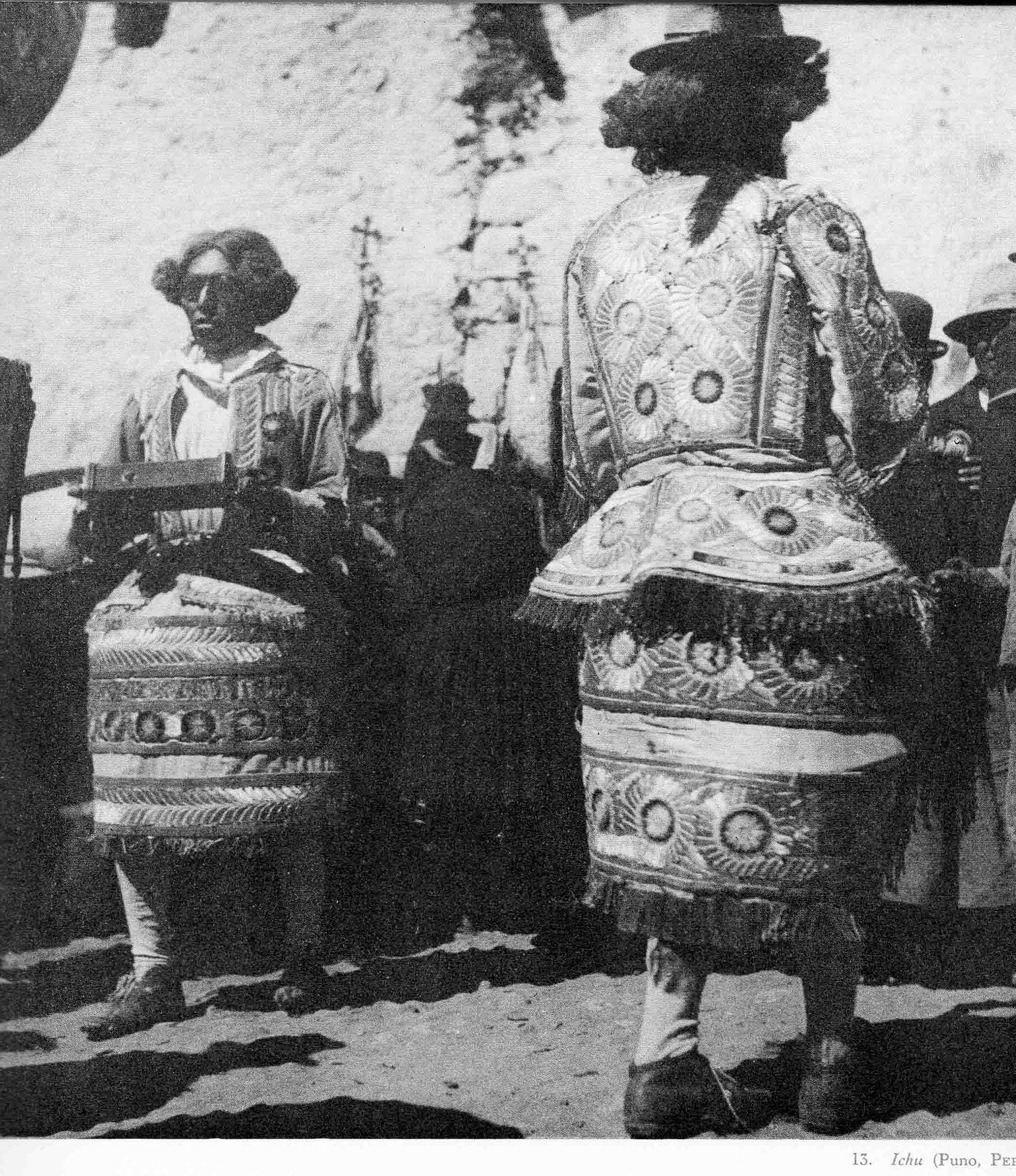
Morenada en Ichu, Puno - Perú en 1939. Foto: Pierre Verger

En el Perú, la morenada forma parte de la Festividad de la Virgen de La Candelaria, Patrimonio Cultural Inmaterial de la Humanidad por la UNESCO. Asimismo, es practicado y difundido en los departamentos de Tacna y Moquegua, debido a la presencia de población aimara. En mayo del 2021 la morenada puneña fue declarada Patrimonio Cultural de la Nación del Perú por el Ministerio de Cultura con decreto de Ley N.º 28296, expresando que dicha declaratoria considera la importancia de la danza para la identidad cultural, festiva y religiosa de la población mestiza y urbana de la región Puno, siendo reconocida en el territorio peruano.

### Abuelitos de Quipán
La danza tradicional “los abuelitos de Quipán” de origen mágico religioso fue atribuida en la cosmovisión andina donde vivieron los legendarios Markas, en épocas pasadas.
Se amestizó en el siglo XVI por el sincretismo hispano en el naciente pueblo de San Pedro y San Pablo de Quipán. Viene bailándose desde su entronización como homenaje festivo a la virgen del Carmen, los días 14 al 16 de julio de cada año en el pueblo y en Huacho, Huaraz y Lima.
Constituye el hecho folklórico: la música subyugante tañida en el arpa –antes con el violín– que va más allá del sonido y el ritmo atractivo.
La coreografía del pasacalle y la mudanza del transporte –llano, transporte, flor de habas, terrón de azúcar, especialmente el llano y el sauce, encarnados de alegría, éxitos, equilibrio y armonía espiritual al ser ejecutados con estilo y garbo señorial.
El danzarín con terno oscuro lleva la romántica parafernalia sui géneris del chullo o gorro; la “champa” de cintas policromadas con íconos florales del lugar deslizándose en la espalda a modo de hermosa cabellera, rosones, cintas, espejos, trencillas en criznejas finas, un pañuelo carmín bordado con expresión de amor y bondad, una atractiva máscara de tez clara remedo europeo del conquistador, dos perneras o “garcela” o “morescas” colmadas de trepidante cascabeles que armonizan los solemnes pasos, movimientos del danzante; un bastón que es símbolo de distinción y autoridad, alrededor del cual zapatean con brío perfecto sosteniendo su propia paz y un par de guantes de arraigada estirpe.
La enigmática danza representaría a los curacas o markas, o al concejo de notables ancianos del pueblo, o acaso una parodia a las viejas autoridades del coloniaje, o tal vez al hombre de la tercera edad en virtud de su ciclo vital.
Esta danza fue y es trasmitida de padres a hijos, de generación en generación. Tiene un fructífero recorrido en el Perú y en varias ciudades de América, Europa, Asia, entre otras. Por ser una de las más representativas en la Región Canteña.
El 8 de septiembre de 2001 fue declarada como Patrimonio Cultural de la provincia de Canta.

### Carnaval
Los carnavales son una festividad extendida en todo el territorio peruano que fue entronizada durante la época colonial y que está ligada al calendario litúrgico de la Iglesia católica, por lo cual es una fiesta móvil.
Según la tradición el carnaval se celebra inmediatamente antes de la Cuaresma, vale decir antes del miércoles de ceniza pero en la cultura tradicional del Perú esto ha variado en tal forma que la fiesta suele extenderse posterior a esta fecha en algunas regiones.
Las danzas que acompañan a la fiesta del carnaval suelen variar en cada región del Perú, inclusive en cada centro poblado como lo manifiesta el folclore de algunas regiones.
El carnaval en sí perdura en todo el Perú, pero en algunos lugares del país esta fecha va acompañada de ritos y danzas autóctonas que se ejecutan solo durante esta época. En algunos casos la festividad y la danza del carnaval van acompañadas de ritos autóctonos a los que se han agregado otros ritos de origen cristiano –cruces, santos, procesiones, etc.– por lo que hoy podemos decir que la motivación para la ejecución de la fiesta de los carnavales en el Perú es mixta: por un lado, el recuerdo a los antiguos dioses protectores que no se olvidan; y por otro, la creencia católica en un solo Dios.

#### Carnaval de Culluchaca (Ayacucho)
Es un baile que se ejecuta en la comunidad de Culluchaca (Distrito de Huanta) en la región Ayacucho. Tiene un origen quechua y se baila entre febrero y marzo.
- Etimología: Culluchaca que está ubicada al noreste de la provincia de Huanta, proviene de dos palabras quechuas que quiere decir “cullu-chaca” es la abreviatura de tronco – puente y quiere decir puente de tronco. Actualmente es consejo menor anteriormente comunidad de Culluchaca.
- Qallarí: Las solteras y los solteros del sábado en la noche o domingo a la mañana de la comunidad de Culluchaca deben movilizarse desde la comunidad a los cerros Vizcancha, Ichu, Punta, Puncu, Qasa, Pincha punta, Yana Urqu.

### Huaconada de Mito
La huaconada es una danza ritual que se representa en el distrito de Mito, provincia de Concepción, región Junín. Esta danza se ejecuta los primeros días de enero de todos los años y se caracteriza por unos personajes que representan a un varón enmascarado de nariz prominente denominado huacón y que da nombre a la danza. Estos huacones representan a un antiguo concejo de ancianos y durante los días en que se ejecuta la danza, se convierten en la máxima autoridad del pueblo de Mito. El huacón también lleva unos látigos en la mano, al cual se denomina “tronador”. La huaconada se ejecuta al ritmo de la tinya, un tamboril indígena.
La huaconada de Mito fue proclamada patrimonio cultural de la Nación el 23 de diciembre de 2003, por el entonces Instituto Nacional de Cultura del Perú; posteriormente el 16 de noviembre de 2010 fue proclamada Patrimonio Cultural Inmaterial de la Humanidad por la Unesco.

### Huaylarsh
Se define como danza de comparsa de parejas, cuyo origen tuvo un carácter ritual mítico religioso. Además su evolución se muestra así:
1. Ritual, mítico-religioso.
2. Pastoril.
3. Agrario.
4. Intermedio o transición.
5. Mestizo o citadino (moderno).

Esta danza es la más movida y alegre de la Sierra Central el Valle del Mantaro. Tiene movimientos muy vivaces, y mudanzas o zapateo muy peculiar imitando el cortejo del zorzal. Se baila en grupos de parejas que se turnan para ejecutar diversos movimientos y pasos, con dinamismo y picardía. Se relaciona con las cosechas y las tareas agrícolas, con lo que festejan la riqueza agrícola, el rendimiento de las cosechas y la producción de la zona. Es acompañada por instrumentos como el saxofón, violín, clarinete y arpa.
Se trata de un baile popular muy difundido entre las colectividades del Valle del Mantaro; Huayucachi, viques, chupuro, Huancán, chupaca y otros (situados al centro sur y oeste de Huancayo). Son los creadores y los que promovieron su preservación nacional. La agricultura y la ganadería son actividades tradicionales importantes para el hombre andino por constituir uno de los principales medios de vida y desarrollo vigentes hasta la actualidad, difundidos por elencos autóctonos como Alianza Huayucachi, Los carniceros de Viquez, Virgen María de los Ángeles de Chupaca, Los comuneros de Viques y otros.
En la introducción, los bailarines realizan una espera que refleja la preparación para la danza, luego el baile en sí donde se realizan diversos desplazamientos coreográficos, líneas, paralelas, cruces, círculos, etc.

### Huayno
Este baile de origen incaico es el más difundido y popular en los Andes peruanos, y está presente  en toda la realización festiva.
Este baile se ha modificado por influencias posteriores, y varía según la región. Se baila en parejas pero con poco contacto físico. Su acompañamiento musical varía según la región y el estrato sociocultural.
El huayno está actualmente muy difundido entre los países andinos que formaban parte del Tawantinsuyo, principalmente en el Perú, en Bolivia (huayño), al norte de Argentina (carnaval)El huayno adopta diversas modalidades, según las tradiciones locales o regionales; y en cierta forma representa la adhesión popular a la cultura del terruño. Es considerado el baile andino por excelencia.

### Marinera

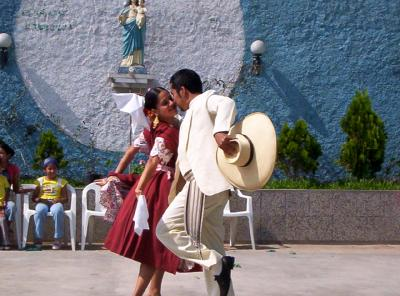
Marinera norteña en Trujillo.

La marinera es un baile de pareja suelta mixta, el más conocido de la costa del Perú. Se caracteriza por el uso de pañuelos. Es un baile que muestra el mestizaje hispano-amerindio-africano, entre otros. Su origen se atribuye a un baile colonial llamado zamacueca, que era muy popular en el siglo XIX.
Para su vestuario la mujer usa un camisón llamado anaco que sobresale a manera de blusa sobre la falda ancha pegada a la cintura. La dama tiene el encanto del cortejo y la danza . También son muy vistosas las famosas “dormilonas”, artísticos pendientes (aretes) trabajados en filigrama, obra de los orfebres del pueblo. La mujer baila con los pies descalzos.
El varón viste un saco, pantalón, camisa, zapatos con un sombrero; los dos usan pañuelo bailando alegremente al ritmo de la música, la danza es de la costa. Esta danza es típica de la ciudad de Trujillo ubicado en el departamento de la Libertad al norte del Perú. Es una danza de mucha coquetería y trabajo en pareja, donde la mujer se muestra difícil, no queriendo aceptar a la pareja, al finalizar termina aceptando.
Consiste en tres partes: el inicio, la parte central y la fuga. Durante el baile el varón trata de robarle un beso y la mujer simula aceptar, pero cuando el hombre le va a dar el beso ella voltea la cara y lo ignora. En la parte de la fuga, se elevan los paños.
Los trajes se diseñan especialmente para la ocasión; provienen de Monsefú, Moche y Catacaos, localidades cercanas a Trujillo. Estos forman parte de otra competencia, en la que se disputan la atención de los espectadores y del jurado calificador, para la entrega de un premio especial para el mejor vestuario.
Esta danza actualmente el bailada cada año en el concurso internacional de Marinera en las últimas semanas del mes de enero en la ciudad de Trujillo y en el mes de junio.

### Q'ajelo o karabotas
Esta danza es una de las más representativas del folkclore de Puno nacida en la zona Aimara de este departamento, en esta danza el danzarín representa a un jinete bravío, que domina a su pareja, y le hace requiebros, con el látigo en la mano, y al compás de la música.
Es alegre, y los bailarines llevan sombrero de alas anchas, chullo con orejeras, bufanda, poncho de vicuña o alpaca, propio de la región, puñal en la pantorrilla, botas y espuelas roncadoras.
Se supone que su origen se remonta a la época de la rebelión de Túpac Amaru, en que los yanaconas y los comuneros, bautizados Karabotas, imitaban a las botas finas de los franceses.

### Tondero
Danza también conocida como marinera del Alto Piura, o de la yunga piurana (Morropón). Es anterior a la zamacueca, y de influencia muy gitana en su compás, canto trágico y repetitivo tundete de guitarra; de influencia africana o negra en su forma corista (coro) y rítmica (el uso del checo, instrumento hecho de calabaza seca) y andina en su forma chillona o llorona.
A diferencia de la zamacueca y debido a la ubicación de la provincia de Morropón como una región pre andina, este baile lleva el mestizaje criollo (hispano-africanoide) y el andino. Ciudades como Morropón, Chulucanas, San Juan de Bigote, La Matanza, Salitran fueron pobladas por haciendas arroceras y jaboneras donde vivieron muchos esclavos negros, migrantes gitanos o Piajenos, y debido a la cercanía a la cordillera, también migrantes Andinos que trajeron el Yaraví desde Arequipa, fundiéndolo con la Cumanana, forma de origen hispano-africana; creando también el famoso término norteño
Triste con Fuga de Tondero, que también es muy popular en la yunga de Lambayeque.

### Vals criollo
Si bien hay diversidad de formas según la zona, el más difundido es el vals criollo, de la zona costera centro y norte.
Sus orígenes en el Perú, se establecen a fines del siglo XIX, cuando el vals vienés se fue imponiendo en las ciudades. Se baila por parejas semi abrazadas.
En el vals tradicional peruano, se usan guitarras acústicas para el acompañamiento musical, cajón peruano y cucharas.
Esta es una danza de las más representativas y populares. De origen afro-peruano, la forma actual de bailarla, tomó esas características en los comienzos del siglo XX Se baila en parejas pero sin contacto entre los bailarines; es movida y pícara, con ciertas connotaciones sexuales. Lleva acompañamiento musical de guitarras y percusión tradicional, con solista y coro. Su origen es popular africano.
Fue la danza representativa del negro criollo en la costa peruana. Nació en los conglomerados negros de Lima colonial. Instrumentos musicales para esta danza debieron ser originalmente tambores de cuero, el que luego se reemplazó con el cajón y a la maraca por la quijada de burro, agregándole guitarra y canto. Los versos del festejo siempre fueron de asunto festivo, de allí su nombre. Es característico las repetidas paradas tras periodos de cuatro u ocho compases y al estribillo coral de la fuga. Es posible que originalmente haya sido danza masculina de solista, improvisando pasos y contorsiones acrobáticas con toda libertad de espíritu y sin regla coreográfica alguna. El festejo, cuya coreografía original se desconoce, fue la danza representativa del negro criollo, descendientes de africanos localizados en la costa peruana, nació en los conglomerados negros criollos de Lima colonial.

### Wititi

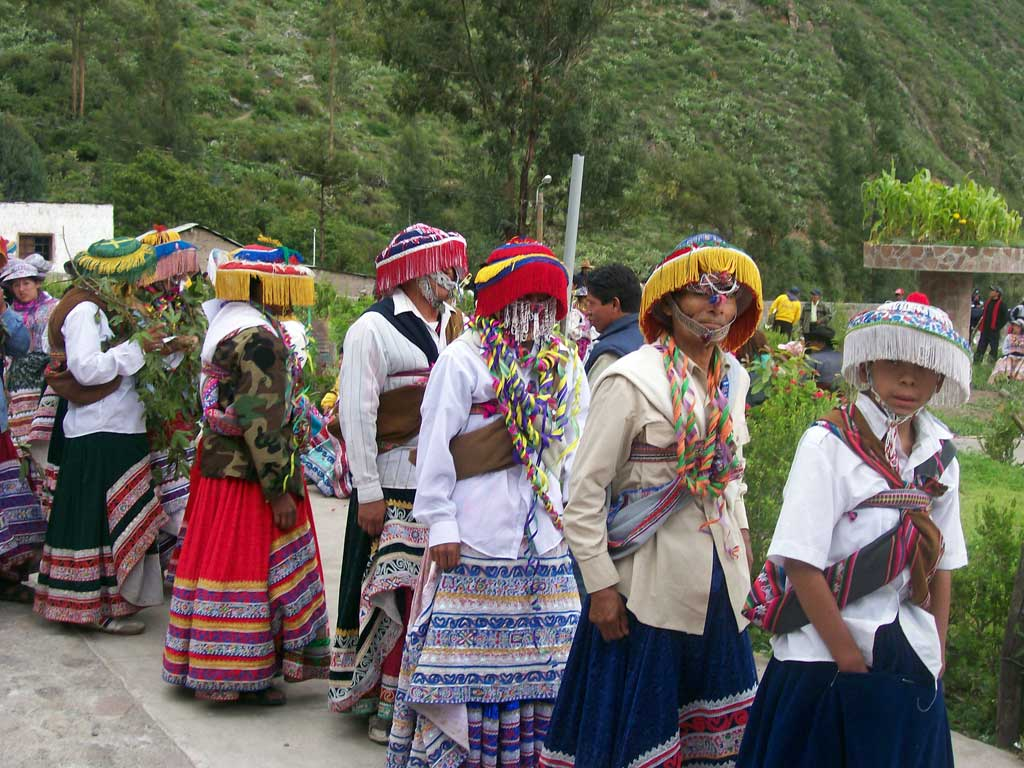
Danzantes de Wititi en Colca-Perú.

Los wititis hoy son hombres y mujeres naturales del valle del Colca, provincia de Caylloma, que practican la danza tipo guerrera de la Wifala en las partes Altas del Valle del Colca. En Tapay nace como danza con la denominación de Witi Witi. En este distrito biodiverso de clima primaveral se sigue manteniendo como una danza eminentemente romántica, como preludio amoroso de culto a la reproducción y a la abundancia. “Witi witi” es un término quechua propio del lugar. El Wititi evoluciona primero llegando a la cultura Cabana y luego de ahí sigue hacia los pueblos más altos como al de la cultura Kollagua, cuya invasión temporaria de culturas altiplánicas deja en el habla de los pueblos en las riveras del río Colca muchos términos aymaras. Uno de ellos es a esta danza, que denominaron “wititi” en alusión a costumbres parecidas en los altiplanos, el cual conserva dicha denominación en la cultura Kollawa como testigos de una presencia forzada de la cultura Tiawanaco en el Colca de la región Arequipa.
Por su connotación bélica dado por los Kollawas, esta expresión cultural sobrevivió a varios intentos de prohibición por parte de autoridades coloniales y republicanas, más en Tapay por su forma de interpretarlo más carnavalesca y romántica. Posteriormente, si bien ahora la terminología es aimara, en sus inicios esta danza ya existía desde el tiempo preincaico, denominándose en Quechua como la danza en honor al amor y a la reproducción como Wititi. Terminologías de wiphala y de los wititis fueron adaptados representando el espíritu guerrero de los invasores a las etnias originarias en las riveras del río Colca, para luego representar el histórico encuentro del Estado Inca con los pueblos Collawa y Cabana, mas no con el lugar de origen que es Tapay, después de la resistencia armada en las partes altas del hoy provincia de Caylloma. La idiosincrasia de los habitantes de este distrito profundo y biodiverso refleja el medio ambiente aislado, con costumbres muy diferentes al resto de los pueblos del Colca, dichas costumbres fueron hechas propias poco a poco por los demás culturas como la Cabana y Kollagua.